# Pseudoromicia principis
Pseudoromicia principis (Juste, Torrent, Méndez-Rodrìguez, Howardm Garcìa-Mudarra, Nogueras & Ibañez, 2023) è un pipistrello della famiglia dei Vespertilionidi endemico dell'isola di Principe.

## Descrizione

### Dimensioni
Pipistrello di piccole dimensioni, con la lunghezza della testa e del corpo tra 64,5 e 75 mm, la lunghezza dell'avambraccio tra 30,5 e 32,3 mm, la lunghezza della coda tra 30 e 37,5 mm, la lunghezza del piede tra 5,4 e 6,5 mm, la lunghezza delle orecchie tra 6,5 e 8,7 mm e un peso fino a 4,8 g.

### Aspetto
La pelliccia è densa e molto soffice, le parti dorsali sono color cioccolato scuro, mentre le parti ventrali sono color cioccolato alla base e color crema in punta. Le orecchie, il muso e le membrane alari sono color cioccolato. Il naso è largo. Le orecchie sono arrotondate, con un trago piccolo, con un margine anteriore dritto e quello posteriore con un angolo netto che dona l'apparenza di un parallelogramma troncato diagonalmente.

### Ecolocazione
Emette ultrasuoni con frequenza iniziale di 55,47±8,43 kHz, frequenza finale di 44,71±1,44 kHz, massima energia a 45,69±1,26 kHz, durata 5,82±+1,39 ms ad intervalli di 90,55±8,89 ms.

## Biologia

### Alimentazione
Si nutre di insetti.

## Distribuzione e habitat
Questa specie è diffusa sull'isola di Principe, nel Golfo di Guinea.
Vive probabilmente nelle foreste e nelle piantagioni di cacao.

## Conservazione
Questa specie, essendo stata scoperta solo recentemente, non è stata sottoposta ancora a nessun criterio di conservazione.